# フォンダ・リー
フォンダ・リー（Fonda Lee、1979年3月10日 - ）は、カナダ系アメリカ人のスペキュレイティブ・フィクション作家。代表作「グリーンボーン・サーガ」の一作目『翡翠城市』は、2018年の世界幻想文学大賞を長編部門でを受賞するとともに、タイム誌の「史上最高の100冊のファンタジーブック」の一冊して取り上げられた。「グリーンボーン・サーガ」はNPRの「過去10年でお気に入りの50冊のSFとファンタジーの本」にも掲載された。

## 生い立ち
リーはカナダのアルバータ州カルガリーで生まれ育ち、現在はアメリカ合衆国オレゴン州ポートランドに居住している。スタンフォード大学で学び、MBAを取得した。フルタイム作家となる前は企業戦略家として働いていた 。武道家でもあり、空手と功夫の有段者でもある 。

## 文学的キャリア
フラックス・ブックスから出版された、リーのヤング・アダルト小説でのデビュー作 Zeroboxerは、2016年のアンドレ・ノートン賞にノミネートされた。同書はパブリッシャーズ・ウィークリーとカーカス・レビューから好意的なレビューを受け、「一流のSFで、素晴らしいスポーツ小説でもある」と評された。
ヤング・アダルト小説 Exo シリーズは第1巻 Exo が2017年初めにスカラティック社から出版され、批評家から好評を持って迎えられ、2017年のアンドレ・ノートン賞にノミネートされるとともに、2018年のオーロラ賞YA長編部門をエリザベス・ウィットソンの Houses of the Old Blood とともに受賞した。2018年に出版された第2巻 Cross Fire は2019年のローカス賞ヤングアダルト長編部門にノミネートされ、同年のオーロラ賞YA長編部門を単独受賞した。
アンソロジー Where the Stars Rise: Asian Science Fiction & Fantasy に収録された2017年の短篇小説 "Old Souls" は2018年のオーロラ賞短篇小説分門と、2018年世界幻想文学大賞短篇小説部門にノミネートされた。2020年の短篇小説 "I (28M) Created a Deepfake Girlfriend and Now My Parents Think We're Getting Married" は2020年のローカス賞短篇小説部門にノミネートされた。
全年齢向けのデビュー作でグリーンボーン・サーガの第1作である『翡翠城市』は2017年にオービット・ブックスから出版され、批評家の称賛を受けた。『翡翠城市』は2018年の世界幻想文学大賞とオーロラ賞の長編小説部門を受賞し、2018年ネビュラ賞長編小説部門および2018年ローカス賞ファンタジー長編小説部門にノミネートされた。『翡翠城市』はタイム誌の「史上最高のファンタジーブック」一覧に掲載された。シリーズ第2作の Jade War は2019年に出版され、パブリッシャーズ・ウィークリーから星付きのレビューを受けるとともに週間選出ステータスに選ばれ、カーカス・レビューからも星付きのレビューを受け、ローカス賞、ドラゴン賞、オーロラ賞およびイグナイト賞ノミネートされた。シリーズ完結の第3作である Jade Legacy は2021年に出版され、読者と批評家両方から好評を持って迎えられ、パブリッシャーズ・ウィークリーから星付きのレビューを受けるとともに週間選出ステータスに選ばれ、ライブラリー・ジャーナル誌からは星付きのレビューを受け、2022年ローカス賞ファンタジー長編小説部門および2022年オーロラ賞長編小説部門を受賞し、ドラゴン賞長編小説部門にノミネートされた。「グリーンボーン・サーガ」シリーズ全体も高く評価されておりヒューゴー賞 シリーズ部門にノミネートされるとともに、NPRの「過去10年でお気に入りの50冊のSFとファンタジーの本」にも掲載された。2022年にサブテラニナン・プレスは  The Jade Setter of Janloon と題された「グリーンボーン・サーガ」の前日譚を収めた独立した中編集を出版した。
2020年に、グリーンボン・サーガの第1作『翡翠城市』を基にしたテレビシリーズがPeacockで企画されており、リーがコンサルティングプロデューサーをつとめることが発表された。2022年7月にPeacockがこの計画を取りやめたことが発表されたが、リーはTwitterでチームが別の制作会社を探しているとシェアした。
リーの新しいファンタジー中編小説の Untethered Sky が2023年4月にTor.comから出版された。
2022年12月に、リーは俳優で武道家の故ブルース・リーの娘のシャノン・リー（親戚ではない）と、リーが記した Guardian of the Scroll と呼ばれる二部作にインスパイアされたヤングアダルト・ファンタジー小説のシリーズでコラボレーションすることを発表した。発表によれば、ウェンズデイ・ブックスがシリーズの版権を取得し、1作目を2024年に出版する計画とのことである。
2023年3月に、オービット・ブックスは2025年冬に出版を予定しているリーのサイバーパンク・サムライ・スペース・オペラ長編小説である The Last Contract of Isako の版権を取得したと発表した。

## 受賞とノミネート
| 授賞年 | 候補作                                                                                 | 賞               | 部門                     | 結果         | 備考          |
| ------ | -------------------------------------------------------------------------------------- | ---------------- | ------------------------ | ------------ | ------------- |
| 2016   | Zeroboxer                                                                              | ネビュラ賞       | アンド・レノートン賞     | 最終選考     | [ 8 ]         |
| 2018   | Exo                                                                                    | ネビュラ賞       | アンドレ・ノートン賞     | 最終選考     | [ 8 ] [ 13 ]  |
| 2018   | Exo                                                                                    | オーロラ賞       | YA長編部門               | 授賞（同時） | [ 14 ]        |
| 2018   | 『翡翠城市』                                                                           | ネビュラ賞       | 長編小説部門             | ノミネート   | [ 13 ]        |
| 2018   | 『翡翠城市』                                                                           | 世界幻想文学大賞 | 長編小説部門             | 授賞（同時） | [ 19 ] [ 44 ] |
| 2018   | 『翡翠城市』                                                                           | オーロラ賞       | 長編小説部門             | 受賞         | [ 14 ]        |
| 2018   | 『翡翠城市』                                                                           | ローカス賞       | ファンタジイ長編部門     | ノミネート   | [ 24 ]        |
| 2018   | “Old Souls”                                                                            | オーロラ賞       | 短篇小説部門             | ノミネート   | [ 14 ]        |
| 2018   | “Old Souls”                                                                            | 世界幻想文学大賞 | 短篇小説部門             | ノミネート   | [ 19 ] [ 44 ] |
| 2019   | Cross Fire                                                                             | ローカス賞       | ヤングアダルト部門       | ノミネート   | [ 16 ]        |
| 2019   | Cross Fire                                                                             | オーロラ賞       | YA長編部門               | 受賞         | [ 17 ]        |
| 2020   | "I (28M) Created a Deepfake Girlfriend and Now My Parents Think We're Getting Married" | ローカス賞       | 短編部門                 | ノミネート   | [ 20 ]        |
| 2020   | Jade War                                                                               | ドラゴン賞       | ファンタジー長編小説部門 | ノミネート   | [ 27 ]        |
| 2020   | Jade War                                                                               | オーロラ賞       | 長編小説部門             | ノミネート   | [ 28 ]        |
| 2020   | Jade War                                                                               | イグナイト賞     | 長編小説部門（アダルト） | ノミネート   | [ 29 ] [ 30 ] |
| 2020   | Jade War                                                                               | ローカス賞       | ファンタジイ長編部門     | ノミネート   | [ 20 ]        |
| 2022   | Jade Legacy                                                                            | ローカス賞       | ファンタジイ長編部門     | 受賞         | [ 33 ]        |
| 2022   | Jade Legacy                                                                            | オーロラ賞       | 長編小説部門             | 受賞         | [ 34 ]        |
| 2022   | Jade Legacy                                                                            | ドラゴン賞       | ファンタジー長編小説部門 | ノミネート   | [ 35 ]        |
| 2022   | The Green Bone Saga                                                                    | ヒューゴー賞     | シリーズ部門             | ノミネート   | [ 36 ]        |

## 作品一覧

### Exo シリーズ
1. Exo (2017年)
2. Cross Fire (2018年)

### グリーンボーン・サーガ
1. The Jade Setter of Janloon（Subterranean Press、2022年） - 独立した前日譚小説
2. Jade Shards（2023年） - 4篇が収められた前日譚短編集
3. 『翡翠城市』Jade City (2017年)
4. Jade War (2019年)
5. Jade Legacy (2021年)

### その他の小説
- Zeroboxer (2015年)

### 短篇小説
- "Universal Print" (2015年)
- "Spectral" (2016年)
- "Old Souls" (2017年)
- "Welcome to the Legion of Six" (2019年)
- "I (28M) Created a Deepfake Girlfriend and Now My Parents Think We're Getting Married"、初出：MITテクノロジーレビュー（2020年）
- "The Eternal Cocktail Party of the Damned"、初出：アンカニー・マガジン（英語版）、issue #46（2022年）
- Untethered Sky、Tor.com（英語版）、（2023年）